# Zusi's zonnekolibrie
De zusi's zonnekolibrie (Heliangelus zusii) is een vogel uit de familie Trochilidae (kolibries). Deze vogel is alleen bekend van een specimen dat in 1909 is verzameld ergens in de Andes in Colombia.
Uit moleculair genetisch onderzoek gepubliceerd in 2010 bleek dat het taxon in elk geval niet thuishoort in het geslacht Heliangelus maar dichter bij de geslachten Aglaeactis of Taphrospilus staat. Zeer waarschijnlijk betreft het een hybride.